# Orchestre philharmonique de Moscou
L'Orchestre philharmonique de Moscou (Академический симфонический оркестр Московской филармонии, Orchestre académique symphonique de la Philharmonie de Moscou) est l'un des principaux orchestres symphoniques de Russie.

## Histoire
Basé à Moscou, l'orchestre a été fondé en 1951 par Samuel Samossoud et porte sa dénomination actuelle depuis 1953.
Avec le charismatique et fougueux Kirill Kondrachine, l'orchestre a assuré les premières des symphonies no 4 et no 13 (Babi Yar) de Dmitri Chostakovitch enregistrées en 1961 et 1962. On peut également citer les gravures remarquables des symphonies de Gustav Mahler réalisées à la même période.

## Directeurs musicaux
- Samuel Samossoud (1951–1957)
- Kirill Kondrachine (1960–1975)
- Dmitri Kitaïenko (1976–1990)
- Vassili Sinaïski (1991–1996)
- Mark Ermler (1996–1998)
- Yuri Simonov (1998–)